# Kadłubia
Kadłubia (niem. Goldbach) – wieś w Polsce położona w województwie lubuskim, w powiecie żarskim, w gminie Żary.

## Historia
W latach 1945–54 pełniła rolę siedziby gminy Kadłubia. 
W latach 1975–1998 miejscowość administracyjnie należała do województwa zielonogórskiego.